# Julian Michał Lambor

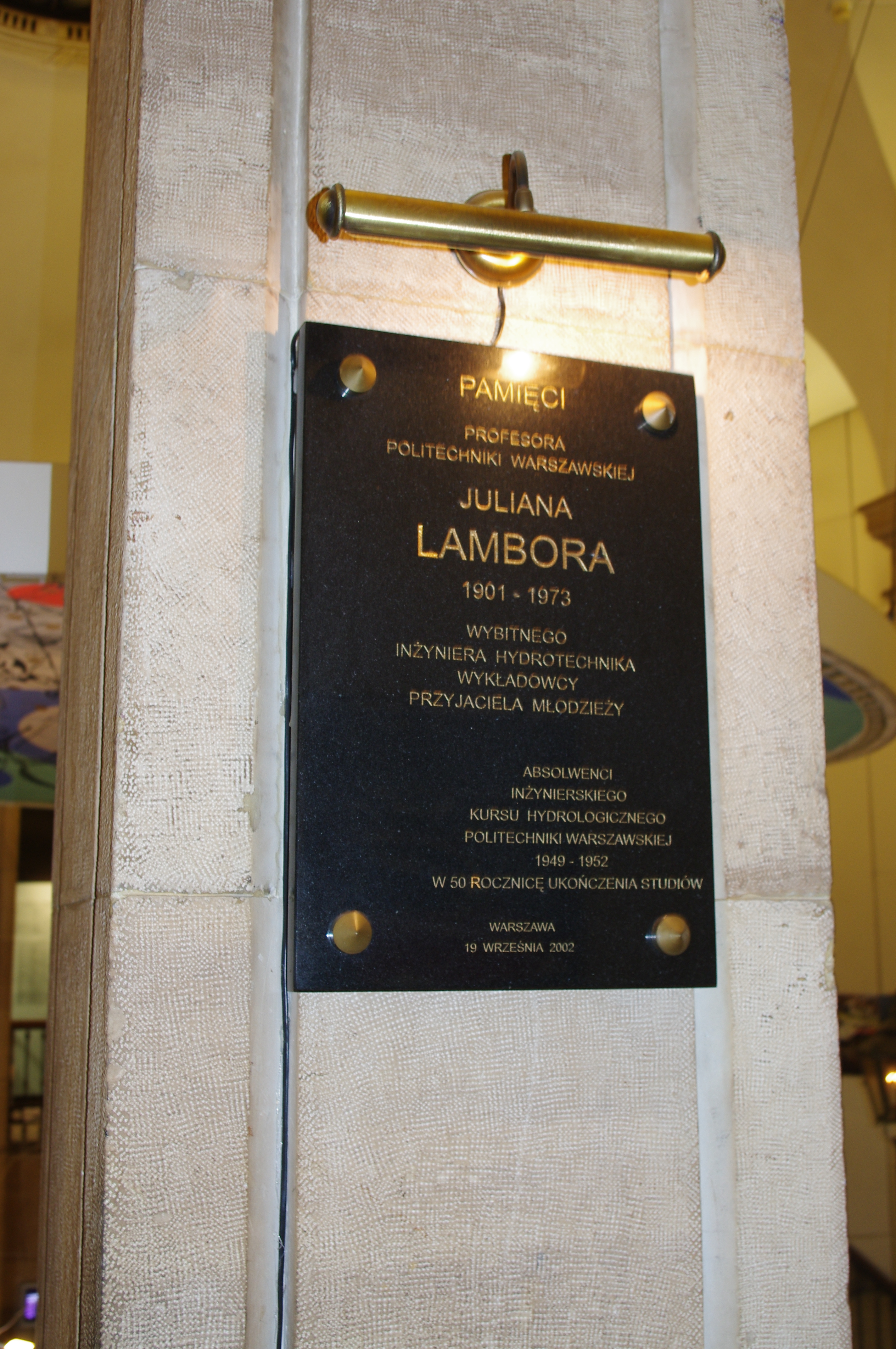
Tablica upamiętniająca Juliana Michała Lambora w Muzeum Techniki w Pałacu Kultury i Nauki w Warszawie

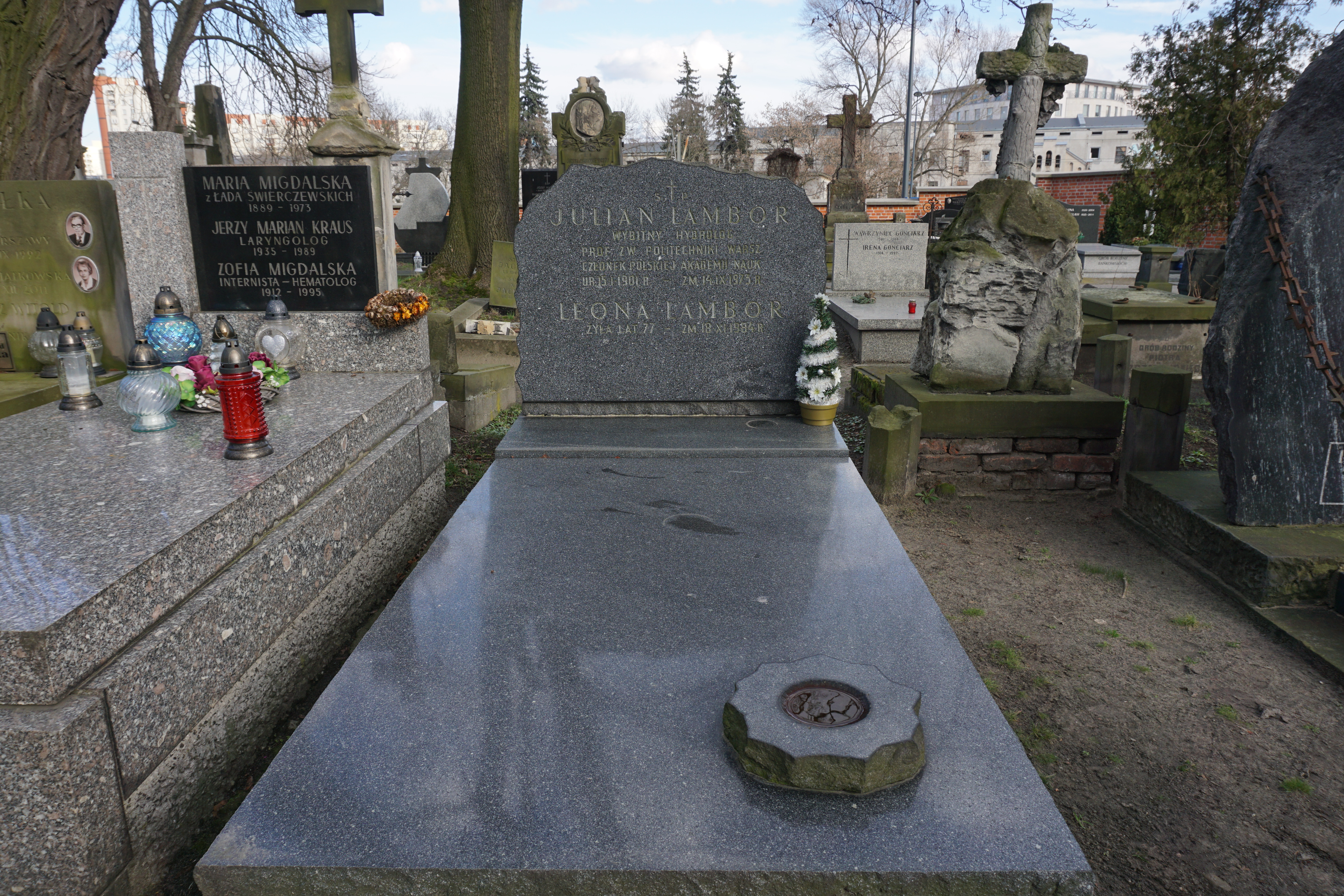
Grób Juliana Michała Lambora na cmentarzu Powązkowskim

Julian Michał Lambor (ur. 15 stycznia 1901 w Krakowie, zm. 14 września 1973 w Warszawie) – polski inżynier hydrotechnik, hydrolog, meteorolog, profesor zwyczajny hydrologii.

## Życiorys
Urodził się w rodzinie Augusta, nauczyciela gimnazjalnego matematyki i logiki, i Karoliny z domu Jagy. Ukończył gimnazjum klasyczne w Nowym Sączu, zdając w 1919 maturę. Studia rozpoczął na Uniwersytecie Jagiellońskim, następnie przeniósł się na Politechnikę Lwowską, gdzie uzyskał w 1925 dyplom inżyniera hydrotechnika. Po ukończeniu studiów rozpoczął pracę zawodową. Do 1928 pracował w Nowym Sączu i Śnietyni na stanowisku inżyniera odcinkowego przy porządkowaniu i regulacji rzek. Później był kierownikiem budów w Dyrekcji Dróg Wodnych i Zarządzie Wodnym w Toruniu i w Tczewie. W 1934 został przeniesiony do Stryja na stanowisko kierownika Państwowego Zarządu Wodnego, a w 1938 przeszedł do Biura Dróg Wodnych Ministerstwa Komunikacji, gdzie na stanowisku radcy pozostał do wybuchu wojny. 
W czasie okupacji przebywał w Warszawie. Utrzymywał się z handlu, potem pracował w Strombauamt przy regulacji Wisły przy robotach pomiarowych. Po powstaniu warszawskim został wywieziony do obozu w Ursusie, następnie pod Kraków. 
W 1946 został naczelnikiem Wydziału Regulacji Rzek w Urzędzie Wojewódzkim w Poznaniu, a następnie dyrektorem Dróg Wodnych Okręgu Poznańsko-Szczecińskiego. Jednocześnie od 1947 wykładał w Wyższej Szkole Inżynierskiej w Poznaniu, gdzie w latach 1951–1953 był profesorem kontraktowym na Wydziale Budownictwa i prowadził Katedrę Budownictwa Wodnego. W 1948 uzyskał stopień doktora nauk technicznych na Politechnice Wrocławskiej. W 1949 został przeniesiony do Warszawy. W latach 1949–1953 i 1959–1963 dyrektor Państwowego Instytutu Hydrologiczno-Meteorologicznego. W 1952 z jego inicjatywy jako ówczesnego Dyrektora Instytutu, utworzony został Zakład Prognoz Hydrologicznych. Po uzyskaniu w 1954 tytułu profesora nadzwyczajnego pracował wyłącznie na Politechnice Warszawskiej w Katedrze Hydrauliki i Hydrologii. 
Opublikował ponad 70 prac z zakresu regulacji rzek, gospodarki wodnej, hydrologii i geofizyki. Autor książek - podręczników: Locja rzeczna, wyd. 1953 oraz Gospodarka wodna wyd.1955, Hydrologia inżynierska wyd. 1971. 
Działał w Światowej Organizacji Meteorologicznej (w latach 1951–1953 był wiceprezesem jej Europejskiej Asocjacji Regionalnej), jako jej ekspert przebywał w Libanie (1965) i w Tunisie (1966–1967). Działał też w Międzynarodowej Asocjacji Hydrologii Naukowej. W 1962 został powołany na członka korespondenta PAN. Był prezesem Polskiego Towarzystwa Meteorologicznego (1952–1968), członkiem honorowym Węgierskiego Towarzystwa Hydrologicznego (1962) i Czechosłowackiego Towarzystwa Meteorologicznego (1965), wiceprzewodniczącym Komitetu Geofizycznego PAN. 
Zmarł w Warszawie, pochowany na cmentarzu Powązkowskim (kwatera 161-4-34).

## Ordery i odznaczenia
- Order Sztandaru Pracy II klasy (1969)[1]
- Krzyż Komandorski Orderu Odrodzenia Polski (1958)[1]
- Krzyż Oficerski Orderu Odrodzenia Polski (11 lipca 1955)[5]
- Złoty Krzyż Zasługi (20 lipca 1948)[6]
- Srebrny Krzyż Zasługi (9 listopada 1932)[7]
- Medal 10-lecia Polski Ludowej (19 stycznia 1955)[8]

## Upamiętnienie
Imieniem Juliana Lambora nazwano ulice w Kostrzynie nad Odrą i w Dąbiu (część Szczecina).
23 czerwca 2003 w sali im. Gabriela Narutowicza w Ośrodku Głównym IMGW w Warszawie, odbyło się uroczyste posiedzenie Rady Naukowej Instytutu Meteorologii i Gospodarki Wodnej z okazji otwarcia Centrum Prognoz Hydrologicznych i Meteorologicznych imienia Profesora Juliana Lambora.